# Leo Thundorfer
Leo Thundorfer, également Tundorfer ou Leo von Tundorf (né vers 1225, mort le 12 ou 13 juillet 1277 à Vienne) est le trentième évêque de Ratisbonne et prince-évêque de la principauté épiscopale de Ratisbonne de 1262 à sa mort.

## Biographie
Leo Thundorfer est un patricien de la maison (de) de Thundorf, d'après qui une importante rue est-ouest de la vieille ville porte le nom.
On ne sait rien de la jeunesse et des années d'études. Après ses études, peut-être à l'université de Bologne, peut-être aussi celle de Paris, car la première mention documentaire (1252) lui donne le titre de Magister. Avant de devenir chanoine à Ratisbonne la même année et Passau l'année suivante (jusqu'en 1268), il avait dénoncé le comportement de l'évêque de Ratisbonne Albert Ier de Pietengau. Après que son prédécesseur Albert le Grand renonce volontairement à l'évêché, Leo Thundorfer, doyen, est élu à l'unanimité nouvel évêque par le chapitre de la cathédrale en mai 1262. Dans le cadre de la politique impériale, il agit davantage comme médiateur dans les conflits provoqués par le roi Ottokar II de Bohême. En 1267, il réussit, avec l'évêque Jean III de Prague (de), à une réconciliation entre le roi Ottokar II et le duc Henri XIII de Bavière.
Leo Thundorfer tente agressivement d'établir des liens plus étroits entre les abbayes et l'évêché. Il se prononce dans la nomination des abbés de Saint-Emmeran et l'administration des biens et des frais de représentations. L'abbaye tente de se défendre contre cet accaparement et comble longtemps les cotisations manquantes en grosses sommes au pape afin de pouvoir recouvrer son indépendance vis-à-vis de l'évêché. En conflit avec la papauté, Leo Thundorfer est menacé d'être excommunié. Il est impliqué dans le limogeage de l'abbé Haimo et la nomination de Wolfgang Sturm, qui est proche de lui. L'attaque d'Ottokar contre la Hongrie en 1267 se termine par les négociations de paix à Pressburg au début de l'été 1271 et à Prague en juillet 1271, dans lesquelles l'évêque tient un rôle de premier plan. Dans le conflit militaire presque inévitable entre le roi Rodolphe II d'Autriche et Ottokar II de Bohême, il est à la tête du contingent de Ratisbonne en septembre 1276 avec l'armée à Vienne. À nouveau, l'évêque est impliqué de manière significative dans le traité de paix entre Rodolphe et Ottokar II conclu le 21 novembre 1276.
Son épiscopat est marqué par deux événements ecclésiastiques majeurs : le synode réformateur de Vienne en 1267 et le deuxième concile de Lyon, ouvert par le pape Grégoire X le 7 mai 1274. Après le concile, l'archevêque de Salzbourg Frédéric II de Walchen (de) convoque ses suffragants à un synode provincial à Salzbourg fin octobre 1267, au cours duquel une observation encore plus stricte des statuts émis en 1267 concernant la réforme de l'Église est décidée. Leo Thundorfer fait preuve de zèle, en montrant comme exemple les monastères de son diocèse, notamment avec les dominicains. La construction dans le style gothique de la cathédrale de Ratisbonne est inextricablement liée à l'épiscopat de Leo Thundorfer. Le début de la construction se situe probablement au milieu du XIIIe siècle. L'incendie dévastateur de la ville de 1273, qui atteint également gravement la cathédrale, permet une accélération de la construction de la cathédrale. Le 30 juin 1276, il consacre le premier autel, l'autel Saint-André, dans la nouvelle cathédrale.
Il meurt à Vienne, au moment des négociations de paix qui ont commencé fin 1276.